# 코단
코단(闊端, ᠭᠣᠳᠠᠨ, 활단, Köden, 키릴 문자:Годан, Кодан, 1206년 ~ 1251년 혹은 1253년) 또는 코도안(擴端, Ködan), 쿠탕(庫騰), 코라이(闊瑞, Горай)은 몽골 제국의 황족이자 장군으로, 칭기즈 칸의 손자이자 오고타이 칸의 아들이며, 귀위크 칸의 친동생 혹은 이복 동생이다. 쿠빌라이 칸이 집권하기 전에 중국 화북 지역 대부분의 통치자이자 오고타이 칸의 대리인이었다. 서량왕(西凉王)에 봉해지고, 구 서하(西夏)지역을 봉지로 하사받았다. 그밖에 그는 티베트 지역의 관리자였다.
1235년 2월~1239년 형제 쿠추와 함께 남송(南宋) 원정에 참여하고 쿠추의 전사 이후에도 남송을 공략했다. 1240년 부하 도어드와 3만 명의 군대를 이끌고 티베트를 침공했다가, 티베트 승려의 치료를 받고 후일 티베트 불교로 개종하였다.
1246년 티베트에서 그에게 귀순해왔다. 오고타이 칸으로부터 중국 화북 지역의 대리인에 임명되어 중국 서북부를 통치하였다. 고단 칸, 코단 태자(阔端太子) 등으로 광범위하게 알려져 있다. 고단 또는 코덴, 코단, 찬훠단(禅火端, 禪火端) 등으로도 불린다. 라시드 앗 웃딘의 집사에는 쿠탄( كوتان, Kūtān)으로 나타난다.

## 생애

### 생애 초반
코단은 1206년에 태어났으며, 정확한 생일은 전하지 않는다. 그는 징기스 칸의 손자이자 오고타이 칸의 둘째 아들 혹은 셋째 아들이다. 카시를 장남으로 보면 그는 셋째 아들이 되고, 귀위크를 장남으로 보면 그는 오고타이 칸의 차남이 된다. 
신원사에 의하면 코단은 오고타이 칸의 셋째 아들로 전한다. 코단의 어머니는 키르키즈 족(乞里吉思) 출신 후투니에 카툰(忽帖尼 Хүтэн хатан)이나, 다른 설에는 코단의 생모는 나이만부 출신 퇴레게네 카툰이라는 설이 있다. 후투니에 카툰은 원래 칭기즈 칸의 첩의 한 사람으로, 칭기즈칸의 활리걸탄(阔里桀担) 카툰과 동일 인물이었다. 신원사에는 코단은 후투니에 카툰 소생이라 하고, 라시드 웃딘에 의하면 코단은 퇴레게네 카툰 소생이라 한다. 원사와 신원사, 원사연의에는 코단의 출생년월일이 정확히 나타나지 않는다.
코단은 흔히 고단 칸, 활단태자(闊端太子) 등으로 알려져 있으며, 『신원사』에는 활단태자로 나타난다. 한자 문헌에 그는 闊端, 擴端,  庫騰, 闊瑞 등으로 표현된다. 그는 오고타이 칸으로부터 후계자로 지명받은 것은 그의 이복 형제 쿠추나 쿠추의 아들 시레문이었으나, 코단은 당대의 몽골 제국 부족장들, 관료들로부터 오고타이 칸의 유력 후계자 후보로 지목되었다.

### 금나라 정벌, 카안의 중국 화북지역 대리인
1229년 오고타이 칸이 대칸으로 즉위하자, 코단에게 칭기즈칸 가문의 친척인 수타니부 출신 1천 명과, 타이치우드씨족에서 갈라진 술두스부 인 2천 명의 병력을 주었다. 수타니부는 칭기즈 칸의 6대조 카묵 몽골의 칸 카이두의 넷째아들 수타니를 시조로 하는 부족이다. 1232년 10월 툴루이 칸이 죽자, 오고타이 카안은 툴루이 칸에게 소속된 천호(千戶) 중 4천호(千戶)를 코단의 몫으로 넘겨주었다.
1234년 금나라 정벌에 참여하였다. 이때 투항한 유목민족 오사창절족씨(烏思藏掇族氏) 부족 출신 조아가번(趙阿哥潘)은 코단의 측근이 되었다. 조아가번은 조부 파명(巴命)의 대에 남송에 귀순하고 조씨 성을 하사받고, 그의 가계는 금나라로 가서 임조(臨洮, 현 감숙성 민현)에서 생활하였다. 아가번의 아들 조중희(重喜)는 코단의 시위대로 활동하다가 쿠빌라이 칸의 대에는 카이두와의 전쟁에 출전한다.
1234년 그는 오고타이 칸에 의해 중국 화북지방의 대리인으로 임명되어 중국 장강 이북, 북부 화북 지역을 관리하였다. 코단의 정부는 란주(현, 간수성 란저우)에 설치되었다. 코단은 중국 서부와 북부의 영역을 통지했으며, 또한 서하의 옛 영토인 탕구트 지역(현, 감숙성)의 다루가치에 임명되어 구 서하 영역도 통솔했다. 동시에 칭하이 일대와, 닝샤, 구.서하 영토 내 영창(현, 시안시 융창현)과 산단(현, 시안시 산단현)에 있는 차가타이의 영지도 관리했다. 오고타이의 측근인 야율초재 역시 중국 북부의 행정관으로 임명되어, 그와 별도로 중국 북부지역의 행정 지원과 세금 관리 업무를 별도로 맡게 되었다.
오고타이 칸은 코단을 몽골 서부 군대의 총사령관으로 임명하여 서부지역 군대, 카안 울루스의 서부지역 지휘권을 그에게 양도했다. 1234년 티베트 불교의 고승 파스파 존상(ᠪБагсам Жонсан, ᠠᠭᠰᠠᠮ ᠵᠣᠨᠰᠠᠨ)은 그가 황제가 된 것으로 오인하였다.

### 남송 경략과 티베트 복속

#### 남송 원정, 금나라 잔존세력 정벌
1235년 오고타이 칸의 명으로 형제 쿠추와 함께 남송 원정에 참여했다. 1235년 2월 11일 오고타이는 남송 정벌을 선포하였다. 총사령관으로 중앙군을 아들 쿠츄를 임명하여 산시성을 통해 남하시키고, 다른 아들 코단이 이끄는 군대는 서쪽으로 보내 진주(秦州, 후일의 간쑤성 텐후이시 주변), 공주(鞏州, 후일의 간쑤성 룽시현 일대)를 정벌하게 하고, 산시 성, 쓰촨 성 방면으로 파견하였다. 이때 몽골군은 3개 조로 나뉘어 남송을 공격했는데, 1235년 봄, 코단의 휘하 장군들은 진(秦) 지역과 촉(蜀) 지역을 공격했다. 
1236년 6월 타해(塔海) 등과 함께 촉(蜀) 지역을 진군했다. 이어 군대를 세 갈래로 나누어 코단과 타카이는 촉지역을 공략하고 나머지 2개 부대는 테무트(忒木䚟), 장유(張柔) 등을 한(漢) 지역에, 구온부화(口溫不花) 및 찰한(察罕) 등은 강(江)·회(淮) 지역에 보냈다.
1235년 아버지 오고타이 칸의 명으로 쓰촨 성을 공략, 점령했다. 그러나 쓰촨 성은 코단이 퇴각한지 얼마 안되어 남송에서 다시 수복한다. 
그해 10월 석문(石門)을 공략, 공창(巩昌)에 도착했을 때 금나라 장군 왕세현(汪世顯)이 코단에게 투항했다. 송사 93권에 의하면, 당시 금나라는 멸망하여 군현(郡縣)들이 모두 항복하거나 뿔뿔이 도망쳤으나, 오직 왕세현만이 완강히 버티고 있었다. 코단이 도착하자 왕세현은 군중을 이끌고 소와 술을 들고 영접하였다. 코단이 그에게 말하기를, "내가 수년간 정벌하여 온 곳마다 모두 굴복했는데, 너만 홀로 버티는 이유가 무엇인가?(吾征討有年所至皆下 汝獨固守何也？)"하니 왕세현이 대답하였다. "위에 군주가 계시고, 나라를 팔아 은혜를 사려는 것을 나는 받아들이지 않소.(有君在上 賣國市恩之人 諒所不取)"라 했다 한다. 코단은 크게 기뻐하며, 부하들에게 가벼운 가시털 하나라도 건드리지 말라 엄히 경계하고, 왕세현에게 종전의 직위를 유지하게 하였으며, 당일 그가 부대를 이끌어 정벌에 동참하도록 명하였다. 왕세현은 이후 가릉(嘉陵)을 차단하고 진격하여 대안(大安)으로 향하였다.
1235년 11월 코단은 금나라 도총관 곽하마의 군사가 주둔한 금주, 난주, 정주, 회주 4개 주를 공격했으나, 굳게 지키고 항전하였다. 이때 코단의 비장 알쿠르(按竺迩)의 군대가 회주를 공격, 곽빈을 전사시키면서 나머지 3개 주가 코단에게 투항했다. 

#### 남송 서부 지역 경략
그해 12월 남송의 면주(沔州)를 공략하고 이어 지주를 공격했으며 남송 장군 지면주사(知沔州事) 고가(高稼)를 전사시키고 지주를 합락시켰다. 코단의 몽골 군대가 오기 전, 고가는 사천성제치사(四川城制置使) 조언납(趙彥吶)에게 구원을 청했으나 조언납은 대안(大安)으로 피신하라며 소장(小將) 하린(何鄰) 등을 보냈다. 그러나 하린은 도망쳤고, 고가는 성안에서 싸우다가 죽었다. 고가는 백성들이 등에 업고 피신시키려 했으나 스스로 사양하고 코단군을 상대했다. 코단이 면주를 공략하는 동안 왕세현에게 병력을 주어 대안(大安)을 공략하게 했다.
면주를 함락시킨 후 봉주(鳳州), 서천(西川)을 쳤고 남송의 동로(東路) 군대 대부분을 격파했다. 이에 코단은 하지(河池)를 거쳐 서지곡(西池谷)을 점령했는데, 이는 면주에서 90리 거리 안쪽 지역들이였다.
1236년 7월 코단과 왕세현 군대는 길을 나누어 왕세현 군대는 촉(蜀)을 공격, 대산관을 점령하고, 그해 9월 코단은 50만 병력으로 남송 이주(利州)를 공략, 양평관(陽平關)을 함락시키고 대안군(大安軍)에서 남송 이주자사 조우문(曹友聞) 군대를 격파하고 9월 27일 조우문과 그의 형제 조우만(曹友万)을 사살했다. 10월 17일 코단의 군대는 고시현(固始縣)을 함락시켰다.
그해 10월 코단의 군대는 성도(成都)에 입성한다. 양평관이 함락되면서 이주 외에도 남송 동천(潼川)도 항복하였다. 오고타이 카안의 조서를 받아 진(秦), 공(鞏) 등 20여 주(州)를 회유하여 모두 항복을 권고했다.

#### 성도 점령
10월 17일 코단이 이끄는 군대는 회안군(懷安軍) 금당현(金堂县)에 도착, 10월 18일 정오 성도 북쪽 사마교(驷马桥)에 도착했다. 코단은 부대를 나누어 코단이 직접 이끄는 본진은 성의 동문으로 향했다. 10월 19일 코단의 병력들은 회의 끝에 그날 저녁 야밤을 틈타 성내에 잠입, 10월 20일 통제 정보(丁黼), 정보의 생질 왕차간(王茶干), 서감(徐監), 미복(微服), 가도(假道), 석필(石笋) 등의 남송 장수 6명이 전사했고, 성 안에 있던 남송인들은 목을 매 자진하거나 스스로 불을 질러 자결하였다. 10월 21일 다시 코단의 병력이 성도에 진입하려 하자 성의 주민들은 문을 닫아걸고 저항했으나 남송 관료들은 탈출했다. 10월 22일 코단은 10만 병력을 이끌고 성도 동문으로 진입했다. 코단 일행은 성의 주민들을 도륙하고, 성도 성곽을 불태웠다. 성도 성곽을 태운 불길은 수백리에서도 보였다 한다.
10월 22일 코단의 군대는 성도를 출발, 문주(文州)로 들어왔다. 그러나 문주 지주(知州) 유예(劉銳), 통판(通判) 조여향(趙汝曏) 등은 1개월 이상 저항했다. 1236년 11월, 한 달이 넘도록 지원군이 오지 않자, 유예는 더는 피할 수 없다고 판단하고, 가족들을 불러 모아 모두에게 독약을 마시게 하여 함께 죽었다. 그는 이어서 가족의 시신과 관청 및 사유의 금은보화, 임명장을 모아 불태웠다. 문주성이 결국 함락되었고 유예와 두 아들은 스스로 목을 찔러 자결하였다. 이 전투에서 문주 주민 수만 명이 몰살됐고, 코단은 조여향을 사로잡아 토막살(臠殺, 산 채로 조각내는 형벌)을 당해 죽였다.
코단이 이끄는 몽골군은 송나라 깊숙이 침투하여 칭다오, 샹양 및 장강에 도달했다. 그러나 그들은 기후와 남송 군대의 수로 인해 정복을 완료하지 못했고, 1236년 겨울 남송 원정 중 코추가 사망했다. 혼란에 빠진 몽골군은 퇴각했다. 일설에는 1236년 10월 조양(棗陽), 구성(仇城) 등 3개 현을 공략했는데, 다른 설에는 조양 등 3개 현은 쿠추가 정복했다는 설도 있다.

#### 티베트 원정
성도를 점령한 코단은 영지에 대리인을 남겨둔 뒤, 1239년까지 성도를 점령하고 있었다. 1237년 촉 지역 전체를 장악했다. 1238년 10월 금나라의 군자고사(軍資庫使)로 칭기즈 칸에게 투항했던 요추(姚樞)에게 명하여 중국 남부 지방에서 유가, 불가, 도가, 의술, 점술에 능한 인재들을 두루 수소문하게 했다. 요추는 이에 사람들을 차츰 모아들이기 시작하였다. 그 후 몽골군이 덕안(德安)을 점령하면서 사로잡은 유학자 조복(趙復) 등을 설득, 귀순시켰다.
1239년 봄 서천(西川)을 재점령하였다. 1239년 코단은 다시 북쪽 섬서성으로 퇴각했는데, 이유는 알려진 것이 없다. 코단의 몽골 군대가 퇴각하면서 남송은 다시 성도를 수복하였다. 1239년 봄 군사를 이끌고 서천(西川) 쓰촨성)에서 되돌아왔다.
1239년 남송 원정에서 돌아오자 마자 다시오고타이 칸의 명을 받아 3만 명의 병력을 이끌고 출정, 1240년 도어타(朵尔达)로 알려진 부장 도어드 다르칸(Доорта дархан) 등의 수행하에 3만 명의 병력을 이끌고 티베트를 침공했다. 
1239년 코덴이 이끄는 몽골군은 캄 지역을 거쳐 티베트에 잠입했다. 곧 암도를 점령하여 티베트 동부를 영향력 하에 둔 뒤, 1240년 그의 군대는 판포(현 티베트 라사에서 북쪽으로 100km)로 진격해 티베트 중부 지방을 점령했다. 코단의 군대는 티베트 중부의 불교 사원을 불태웠으며, 티베트는 바로 항복하였다. 당시 티베트는 몽골에 항복하고, 공물을 바치는 지역에는 지배권을 인정해 주거나, 현지 군주를 총독으로 임명하거나, 일부 지역은 별도의 몽골인 다루가치를 파견하되 자치권을 보장하는 정책을 펼쳤다. 티베트의 지도자들은 몽골의 종주권을 인정하는 동시에 공물을 바치기로 약속하였다.
그는 서량왕에 임명되어 양저우에 서량부를 설치했다. 후대의 우웨이 시 양저우 구(武威市 涼州區)에 해당되는 지역이었다.

### 서량부 설치, 중국 서북부 통치
1241년 티베트에 있던 코단은 다시 왕세현, 알쿠르를 성도부(成都府)로 파견했다. 그해 12월 오고타이 칸이 사냥을 나갔다가 갑자기 병을 얻어 서거하고, 퇴레게네 카툰이 칭제하면서 몽골군의 서부 원정은 일시 중단되었다.
퇴레게네 카툰이 몽골 제국의 임시 섭정으로 있으면서, 오고타이 칸이 신임하던 위구르인 재상 친친카이(田鎭海)와 색목인 마흐무드 아라와르를 추방, 제거하려 했다. 친친카이와 아라와르는 코단의 막사로 피난했다. 퇴레게네 카툰이 그들을 추방하라고 여러번 요구했지만, 코단은 퇴레게네에게 퇴레게네의 조정에 선물은 보내겠다, 쿠릴타이의 소집, 섭정 권한 외에는 양보할 수 없다 등의 이유를 들어 거절했다.
이때 코단은 파티마가 자신의 건강을 악화시키려고 주술을 사용한다고 비난했다. 귀위크는 퇴레게네에게 파티마의 사형 집행을 위해 넘겨줄 것을 요구하였고, 퇴레게네는 아들 귀위크의 요구를 거절, 자살하겠다고 위협하였다.
1244년 티베트에 사자를 보내, 티베트 불교의 승려 사키아 판디타 공가세첸을 초청했다. 사키아 판디타는 그해 말 티베트를 출발, 1246년이 되어서 서량의 서량왕부에 도착했다.
코단은 막사를 란주에서 량주(涼州, 현, 중국 감숙성 무위시)로 옮긴 뒤 서량부(西涼府)를 설치하고 량주 일대(민친현, 우웨이, 량저우구 일대)를 중심으로 중국 서북부와 중북부를 직접 통치하며, 독자적으로 명령을 내리고, 제도를 제정하고 정무를 직접 주관하였다. 이때 하서(서하) 사람 고지요(高智耀)의 건의를 받아들여 유생(儒生, 유학자 계층)들에게 부역되는 부역 의무를 면제하고 역적(役籍)을 삭제하였다. 1246년 귀위크 칸이 즉위하면서, 티베트 관리를 주문받았다.

### 티베트 불교에 귀의
1247년 사키아 판디타 공가세첸과 그의 두 조카는 리팅 사원 승려의 제안으로 티베트 지역 정치 지도자의 대표로 활동했다. 코단은 티베트에 자신의 조정으로 오도록 했다. 이때 그는 갑작스러운 병에 걸려 사경을 헤맸으나, 코단의 막사를 찾아온 티베트 승려 사키아 판디타가 그를 치료했다. 코단은 그의 제자가 되어 티베트 불교로 개종하였다. 서량부를 방문한 한 티베트 승려는 코단의 막부 규모가 커, 그가 황실의 황좌에 앉은 듯하다는 평을 남겼다. 그해 코단은 사키아 판디타에게 티베트의 위창과 주변 서부 티베트 지역의 총독이자 대리인으로 임명하였다.
이후 코단은 티베트의 통치자들과 각별한 사이가 되었다. 코단은 사키아 판디타과 그의 조카 도르곤 초길 파파의 도움으로 문자 개발을 지원, 파스파 문자로 알려진 몽골 스크립트를 반포하였다. 코단은 샤카 판디타의 티베트 불교 사캬파 사원의 주요 후원자의 한 사람이 되기도 했다. 코단은 드로곤 초길 파파를 티베트 지역의 부총독이자 자신의 대리인으로 임명하여 현지를 다스리게 했다. 그는 비록 티베트를 직접 통치하지는 않았으나, 티베트에까지 그의 정치, 군사적 영향이 갔다.
사키아 판디타는 계속 서량부에 남아 그의 영토에서 티베트 불교를 전파했다. 판디타의 조카 팍스파 라마는 코단, 그리고 후일 중국 화북지역의 대리인 겸 막남한지군국사무로 파견된 쿠빌라이 카안의 왕사로 활동했다.

### 생애 후반
구유크 칸 즉위 후, 퇴레게네 카툰의 측근 파티마에게 밉보였던 한인 관리 친친카이, 무슬림 마흐무드 아로와치 등이 그에게로 피신했고, 코단은 이들을 적극 보호했다. 이들을 내놓으라는 퇴레게네 카툰의 요청을 모두 거절했다.
1247년 무렵 코단은 갑작스러운 독극물 테러를 당했다. 범인은 잡지 못했다. 코단은 퇴레게네 카툰의 측근으로, 무슬림 포로 출신 파티마가 자신의 건강을 악화시키려고 주술을 사용한다고 비난했다. 라시드 웃딘은 《집사》에서 퇴레게네 카툰이 파티마를 사주하여 코단을 공격했다 한다. 귀위크 칸은 퇴레게네 카툰에게 파티마를 내놓을 것을 요구하자, 퇴레게네 카툰은 자살하겠다며 귀위크에게 항의, 반발하여 무산시켰다.
1251년 툴루이계 몽케 칸의 즉위를 반대하던 오고타이계 왕족 및 오고타이의 측근들이 몽케 칸에 의해 사형당했다. 77명에서 3백 명으로 추정되지만 코단은 사형을 모면하였다. 이후의 코단의 행적은 알려진 것이 없다.
티베트의 기록에 의하면 코단은 1251년경에 사망했다 한다, 황사(黃史 Шар тууж)에는 그가 46세에 사망했다 한다. 중국측 기록에 의하면 코단은 1253년까지도 생존해 있었다 한다. 신원사 권5에 의하면 코단은 1247년 귀위크 칸 때 사망했다 한다. 아타 말렉 주바이니의《세계 정복자사》에 따르면, 코단은 귀위크 칸의 생전 중에 파티마는 마술사가 주술을 걸어 병마에 감염되고 곧 서거했다 한다. 그러나 신원사 권5와 아타 말렉 주바이니의 1247년 사망설을 따른다면 신원사 105권에 후투니 황후 키르키즈씨가 헌종 몽케 2년(1252년) 코단의 거소로 옮겨갔다는 설과 앞뒤가 맞지 않는다. 17세기~19세기의 몽골의 야사에 의하면 1년에 돼지 46마리가 죽은 해에 코단이 사망했다 하는데, 몽골역사에서 돼지 46마리가 사망한 년도는 1251년이라 한다.

### 사후
1251년의 쿠릴타이에서 코단의 가족들은 몽케 칸을 지지하였다. 오고타이 가문의 다른 왕자들이 몽케 칸의 탄압을 받은 것에 반해 코단의 자손들은 감숙성 일대에서 영향력을 유지하였다. 서량지역은 둘째 아들 몽케두가 계승했고, 다섯째 아들 쿠릴루크의 후손들은 원나라에서 분양왕(汾陽王) 작위와 형왕(荊王) 작위에 봉해져 세습하였다. 그의 자손들은 양주(梁州), 영창진(永昌鎭)에 울루스를 형성했다.
1251년 몽케 칸은 코단 대신 자신의 친동생 쿠빌라이를 중국 화북지역의 대리인으로 임명하고 막남한지군국사무의 직위를 주었다. 쿠빌라이는 옛 금나라의 수도인 연경에 막사를 설치했다. 코단의 아들 몽케두는 몽케 칸을 따라 사천성 공략에 참가한다. 몽케 칸은 코단이 갖고 있던 몽골 서부군의 지휘권은 수부타이의 아들 우량카다이에게 주었다.
코단의 후손들은 알타이산맥 서쪽 기슭부터 알말리크, 신장 위구르 자치구, 준가리아 일대에 위치한 오고타이 울루스(오고타이계 국가)와는 별도로 감숙성에 소 국가 코덴 아카(Köden-Aqa)를 형성했다. 아카(Aqa)는 몽골어로 '형'(兄)을 뜻한다. 코단과 그의 자손들이 다스리던 감숙성 일대는 카이두의 오고타이 한국과 인접해 있었으나 교류한 기록은 등장하지 않는다. 코단의 아들들 중 일부는 쿠빌라이를 따라 대리국 원정에 참여했다. 1259년~1266년 쿠빌라이 칸과 아리크부카의 내전 시 코단의 자손들은 쿠빌라이 칸의 편에 섰다. 코단의 자손들은 후일 쿠빌라이와 그의 손자 성종 테무르 올제이투를 섬겼다. 그러나 안서왕 망갈라는 지역 내 코단 가문의 영향력을 약화시키려 했다. 
쿠빌라이 카안이 쿠빌라이-카이두 전쟁 중 쿠빌라이 카안을 지지했던 차가타이 후손 아지키, 츄베이 등에게 감숙성 서쪽의 영토를 떼어 주면서, 코단 가문의 영지는 줄어들었다. 코단의 후예들 일부는 후일 구 남송지역 일부 영토를 하사받고 형왕(荊王((과 분양왕(汾陽王) 직위에 봉해졌으며, 일부 후손들은 감숙성을 영지로 받았다. 그의 후손 예수 에브겐은 남송의 옛 땅에 영지를 받고 1324년 형왕荊王)에 봉작되었다.
1278년 원나라 세조 쿠빌라이 칸은 서량부를 직할지로 바꿔 서량주(西凉州)라 하고, 자사를 파견했다. 코단의 후손들은 감숙성 무위시 양주구 영창진(甘肃省 武威市 凉州区 永昌镇) 일대에 살고 있다.

## 가계
- ?? 카툰
  - 아들 : 멸리길석왕(滅里吉歹王)
  - 아들 : 몽가도대왕(蒙哥都大王)
  - 아들 : 역린진대왕(亦憐真大王)
  - 아들 : 지필첩목아왕(只必帖木兒王)
  - 아들 : 첩필렬대왕(帖必烈大王)
  - 아들 : 곡열로대왕(曲列魯大王)
  - 딸 : 창국대장공주 안독(昌國大長公主 安禿), 창왕 쇄랑합(昌王 瑣郎哈)에게 하가
  - 딸 : 고창공주 불루간(高昌公主 卜魯罕), 창왕 뉴림적근(昌王 紐林的斤)에게 하가, 일찍 사망. 그의 동생 팔복예공주가 계실로 재혼
  - 딸 : 팔복예공주(八卜乂公主), 창왕 뉴림적근(昌王 紐林的斤)에게 하가
  - 딸 : 고창공주 도이지지만 공주(高昌公主 朵而只思蠻), 창왕 첩목아보화(昌王 帖木兒補化)에게 하가, 코단의 딸 또는 손녀
  - 딸 : 바부샤(Бабуча), 위구르인 이두구트 니울린 테긴(Идүгүт Ниүлин тэгинтэй)과 혼인

## 같이 보기
- 오고타이 칸
- 귀위크 칸